# كلاوس يورغن باتي
كلاوس يورغن باتي (بالألمانية: Klaus-Jürgen Bathe) مهندس ألماني ورائد من رواد نظرية العناصر المتناهية الصغر (بالانجليزية: Finite Element Methode). وُلد في برلين في السادس والعشرين من مايو من عام 1943م.

## حياته
ولد في العاصمة الألمانية برلين وحصل على الشهادة الثانوية في مدينة أولدنبورغ والتي كانت آنذاك جزء من ألمانيا الغربية. حصل على شهادة البكالوريوس في الهندسة المدنية في العام 1967م من جامعة كيب تاون الجنوب إفريقية وعلى شهادة الماجستير في العام 1969م من جامعة كالغاري الكندية. حصل على شهادة الدكتوراه في العام 1971م من جامعة كاليفورنيا.
قام بإنشاء وتطوير برنامج ADINA الذي يستخدم نظرية العناصر المتناهية في الحسابات الهندسية. كما أنه قام بالتدريس في جامعة ماساتشوستس لعدة سنوات.

## وصلات خارجية
1. ↑  Anwar Bég, O. (2003). Giants of Engineering Science. Troubador Publishing Ltd. ISBN:978-1-899293-52-0. مؤرشف من الأصل في 2022-04-21.
2. ↑  "K.J. Bathe at Massachusetts Institute of Technology". مؤرشف من الأصل في 2015-09-10.

1. Osman Anwar Bég: . Troubador Publishing, 2003, ISBN 1-899293-52-3
2. Klaus-Jürgen Bathe: . 2008, ISBN 978-0-9790049-2-6
3. Klaus-Jürgen Bathe: . Prentice Hall, 1996, ISBN 0-13-301458-4